# Mikronawadnianie

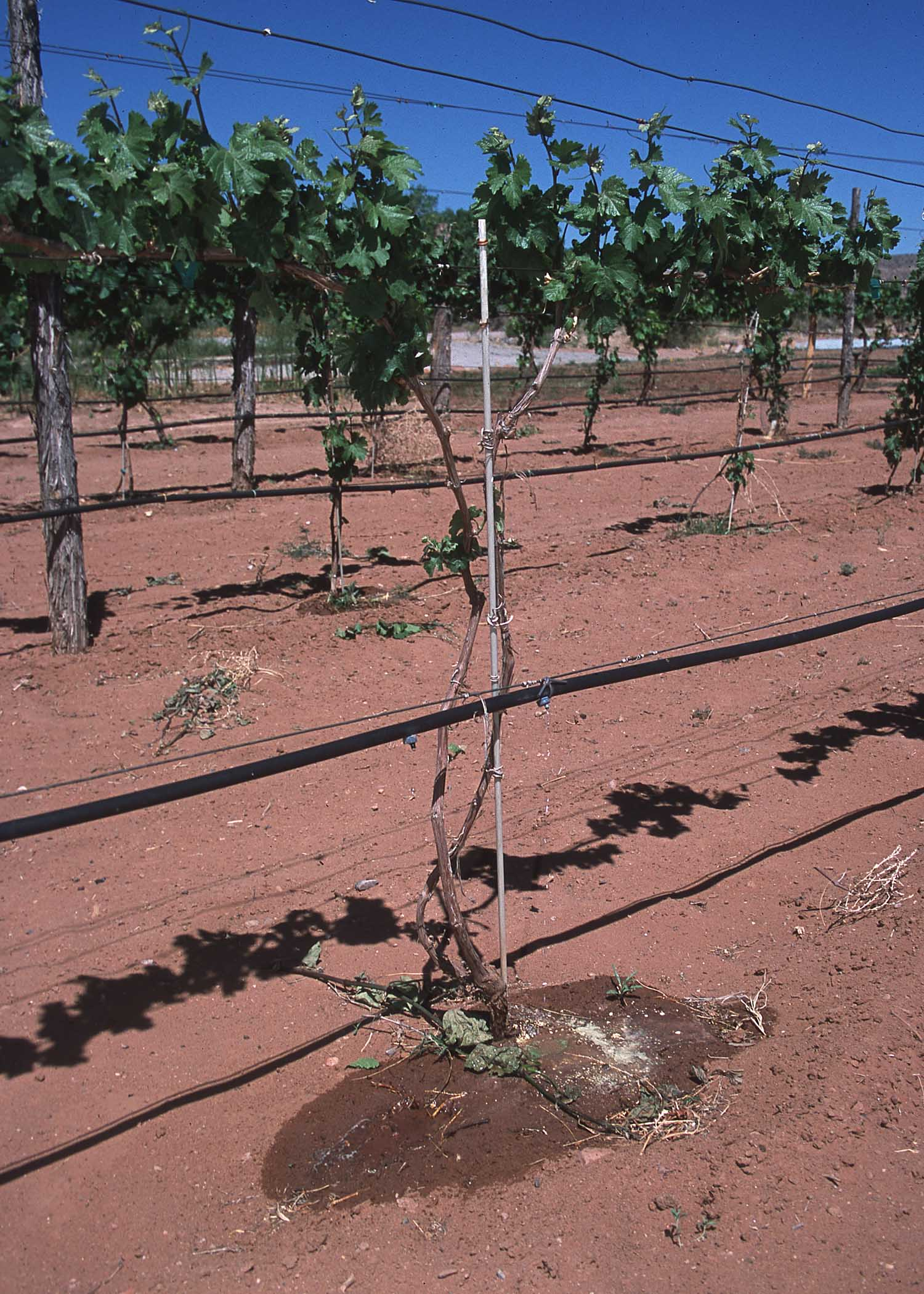
Mikronawadnianie w winnicy w Nowym Meksyku (USA)

Mikronawadnienie (również: nawadnianie niskoprzepływowe, punktowe, kroplowe, mikrozraszanie) – metoda nawadniania wykorzystująca niższe ciśnienie i przepływ wody w porównaniu z tradycyjnymi systemami deszczowni i zraszaczy. Pozwala na precyzyjne dostarczanie wody i składników odżywczych bezpośrednio do strefy korzeniowej roślin, co ogranicza marnotrawstwo wody poprzez minimalizację spływu i parowania.
Rozwój mikronawodnienia przyczynił się do znacznych oszczędności wody i zwiększenia plonów w wielu krajach dotkniętych niedoborem wody. Jednym z największych światowych producentów systemów kroplowych jest izraelski Netafim, duże znaczenie mają również firmy Jain Irrigation (Indie), Rivulis (Izrael) czy Rain Bird (USA). Według szacunków Banku Światowego, wciąż jednak mniej niż 5% wszystkich nawodnień na świecie wykorzystuje techniki mikronawodnienia, pomimo ich rosnącej popularności i postępu technologicznego.

## Charakterystyka i rodzaje
Mikronawodnienie bywa stosowane w rolnictwie (szczególnie na terenach suchych), w sadach, winnicach, a także w ogrodnictwie szkółkarskim, szklarniowym oraz w architekturze krajobrazu (w ogrodach prywatnych, parkach, terenach miejskich). Systemy te mogą być instalowane na powierzchni gleby (nawadnianie kroplowe powierzchniowe), tuż pod jej powierzchnią (kroplowanie podziemne) lub w formie niskoprzepływowych mikrozraszaczy.

### Nawadnianie kroplowe
Najbardziej rozpowszechnioną formą mikronawodnienia jest tzw. „kroplowanie” — nawadnianie kropelkowe. Woda dozowana jest tu punktowo przy powierzchni gleby. Kroplowniki mogą być wbudowane w cienkościenne przewody z tworzyw sztucznych bądź stanowić oddzielne emitery (tzw. „grot” lub „pajączek”), nakładane na wąż główny. Stosuje się tutaj systemy naziemne oraz podziemne.

### Mikrozraszacze (micro-spray heads)
Nawadnianie zraszające rozpyla wodę na glebę; w mikronawadnianiu stosuje się mikrozraszacze lub mikronatryski (ang. micro-spray, micro-sprinkler), które rozprowadzają wodę na niewielkim obszarze w postaci delikatnej mgiełki. Takie rozwiązanie występuje najczęściej w sadach o szerszej strefie korzeniowej (np. drzewa owocowe) albo w uprawach winorośli.

## Główne elementy systemu

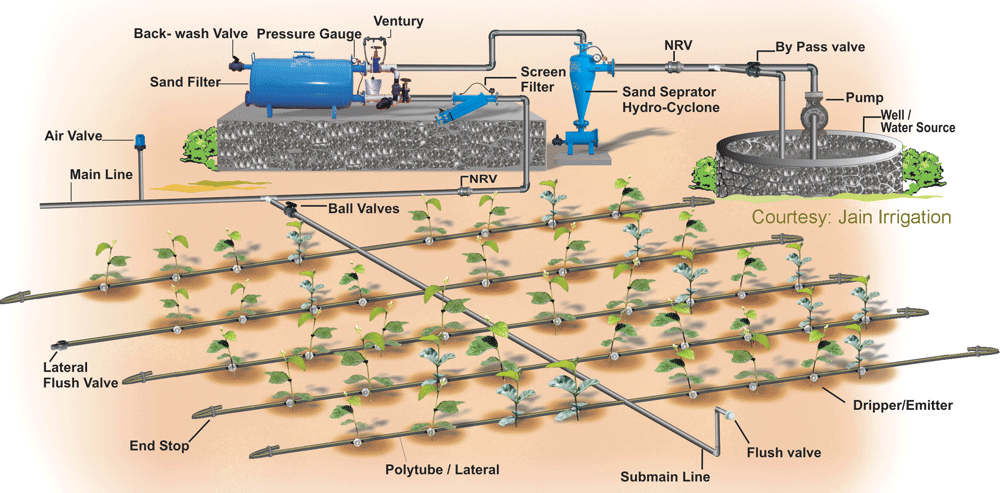
Schemat systemu kroplowego

Typowy system mikronawodnienia składa się z:
- filtra wodnego – zapobiegającego zapychaniu się przewodów i emiterów (np. filtry sitowe, dyskowe, piaskowe),
- głównego przewodu doprowadzającego (z tworzywa sztucznego, np. polietylenu),
- emiterów (kroplowników, mikrozraszaczy) o ściśle zdefiniowanym przepływie,
- zaworów lub elektrozaworów do sterowania sekcjami,
- programatora (sterownika) umożliwiającego automatyzację,
- w razie potrzeby – dodatkowych elementów do fertygacji (zbiornik lub dozownik nawozu, środki czyszczące układ).

W uprawach rolniczych oraz szkółkarskich często stosuje się w systemie mikronawodnienia nawozy rozpuszczalne lub płynne (fertygacja). Niekiedy dodaje się też środki czyszczące (np. niewielkie dawki chloru) w celu usuwania biofilmu wewnątrz przewodów.

## Zastosowanie w rolnictwie

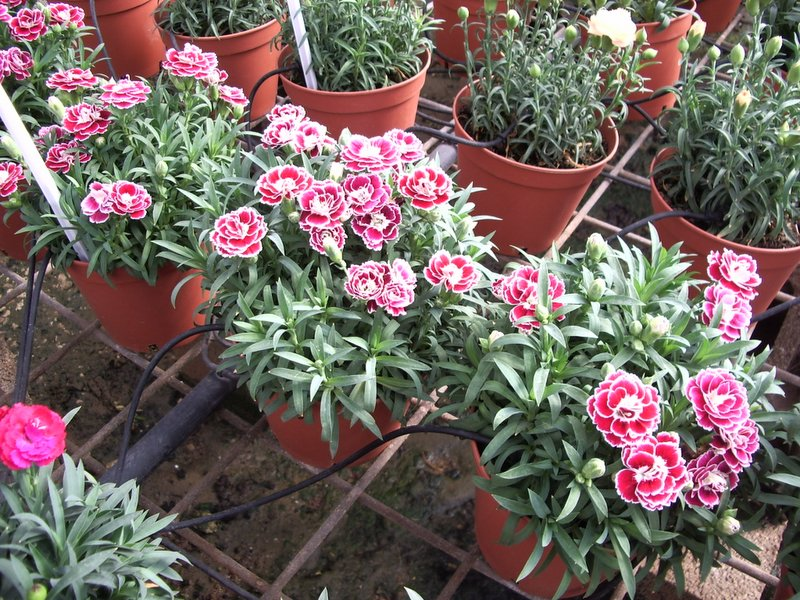
Goździk ogrodowy w szkółce, nawadniany kroplowo (Izrael)

Dzięki lekkim i elastycznym przewodom nawadnianie kroplowe bywa stosowane w uprawach sadowniczych, warzywniczych czy w winnicach. Pozwala na częste, a małe dawki wody, co sprzyja precyzyjnej kontroli uwilgotnienia strefy korzeniowej i ogranicza parowanie wody z powierzchni gleby. Pozostawienie suchej powierzchni gleby hamuje również rozwój chwastów. 
W dobrze zaprojektowanych i zarządzanych systemach mikronawodnienie może znacznie oszczędzać wodę w porównaniu z deszczownią czy nawadnianiem powierzchniowym. System kroplowy eliminuje też ryzyko niektórych chorób związanych z długotrwałym zamoczeniem liści roślin. Dla plantatorów praktyczną zaletą jest także brak konieczności częstego przestawiania zraszaczy czy węży na polu.

## Zalety i ograniczenia
- Oszczędność wody – precyzyjna aplikacja bez nadmiernego rozlewu i parowania.
- Możliwość fertygacji – podawanie nawozów i środków ochrony roślin bezpośrednio do strefy korzeniowej.
- Lepsze zdrowie roślin – brak zwilżania liści ogranicza choroby grzybowe.
- Mniej chwastów – powierzchnia gleby pozostaje w większości sucha.
- Brak konieczności przestawiania urządzeń – w porównaniu z wężami czy zraszaczami mobilnymi.

Wadą mogą być koszty założenia systemu (choć w dłuższej perspektywie często się zwracają), możliwość zapychania emiterów (wymaga filtracji wody i okresowego czyszczenia), a także trudniejsze wykrywanie nieszczelności w systemach zakopanych. Przy wodach silnie zasolonych lub zasadowych stosowanie mikronawodnienia wymaga dodatkowych zabiegów zapobiegających wytrącaniu osadów i zatykaniu przewodów.